# اناتولی دمیکوف
آناتولی دمیکوف (انگلیسی: Anatoly Demitkov; ۲۴ اوت ۱۹۲۷ – ۱۵ اوت ۲۰۰۵) قایقران کانو اهل اتحاد جماهیر شوروی سوسیالیستی بود.
وی همچنین برندهٔ جوایزی همچون مدال دفاع از لنینگراد شده‌است.